# Cor van Aanholt
Cor van Aanholt (Groninga, 29 de marzo de 1959) es un deportista neerlandés que compitió en vela en la clase Laser. Ganó una medalla de plata en el Campeonato Europeo de Laser de 1977.

## Palmarés internacional
| Campeonato Europeo | Campeonato Europeo       | Campeonato Europeo | Campeonato Europeo |
| Año                | Lugar                    | Medalla            | Clase              |
| ------------------ | ------------------------ | ------------------ | ------------------ |
| 1977               | Enkhuizen (Países Bajos) | Medalla de plata   | Laser              |

## Premios
Su hijo Just van Aanholt ganó la, medalla de bronce en los Juegos Olímpicos de la Juventud de 2010, navegando para las Antillas, Neerlandesas.